# Église San Giovanni della Pigna
L'église San Giovanni della Pigna est une église catholique romaine située sur la Traversa Vicolo della Minerva, dans le quartier Pigna de Rome, en Italie. L'église est élevée au rang de cardinal par le pape Jean-Paul II en 1985.

## Description
À l'origine, à cet endroit se situait une église dédiée aux saints martyrs Éleuthère et Ginnasi. En ruine, le pape Grégoire XIII la cède à l'archiconfrérie de la Pietà verso il carcerati, dirigée par le jésuite Giovanni Talier. En 1624, l'église est rénovée selon les plans d'Angelo Torroni. 
L'église contient le retable principal  de Baldassare Croce avec Saint Jean-Baptiste, une Pietà de Luigi Garzi et le Martyre de saint Éleuthère de Giacomo Zoboli. 

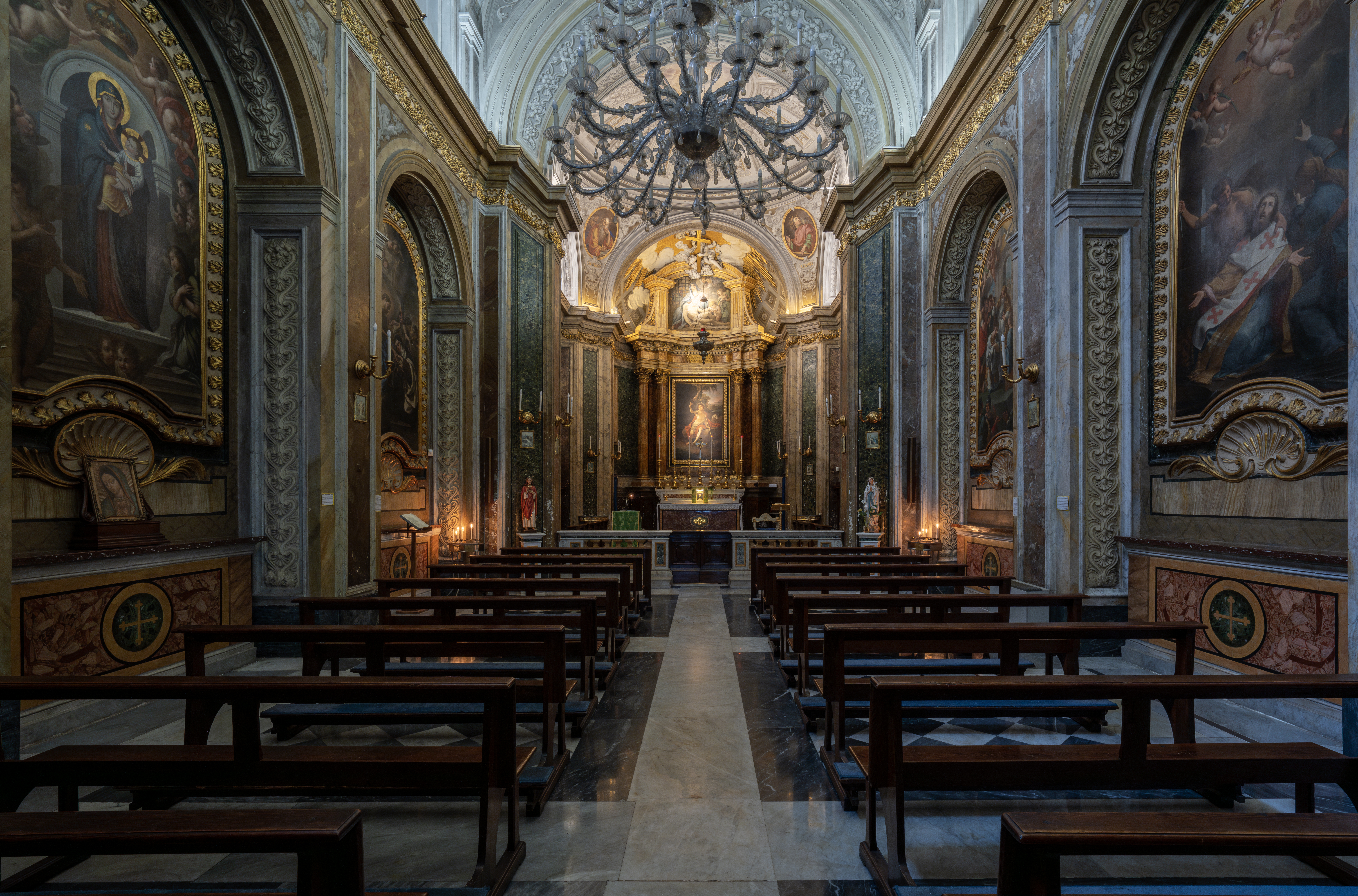
Intérieur.
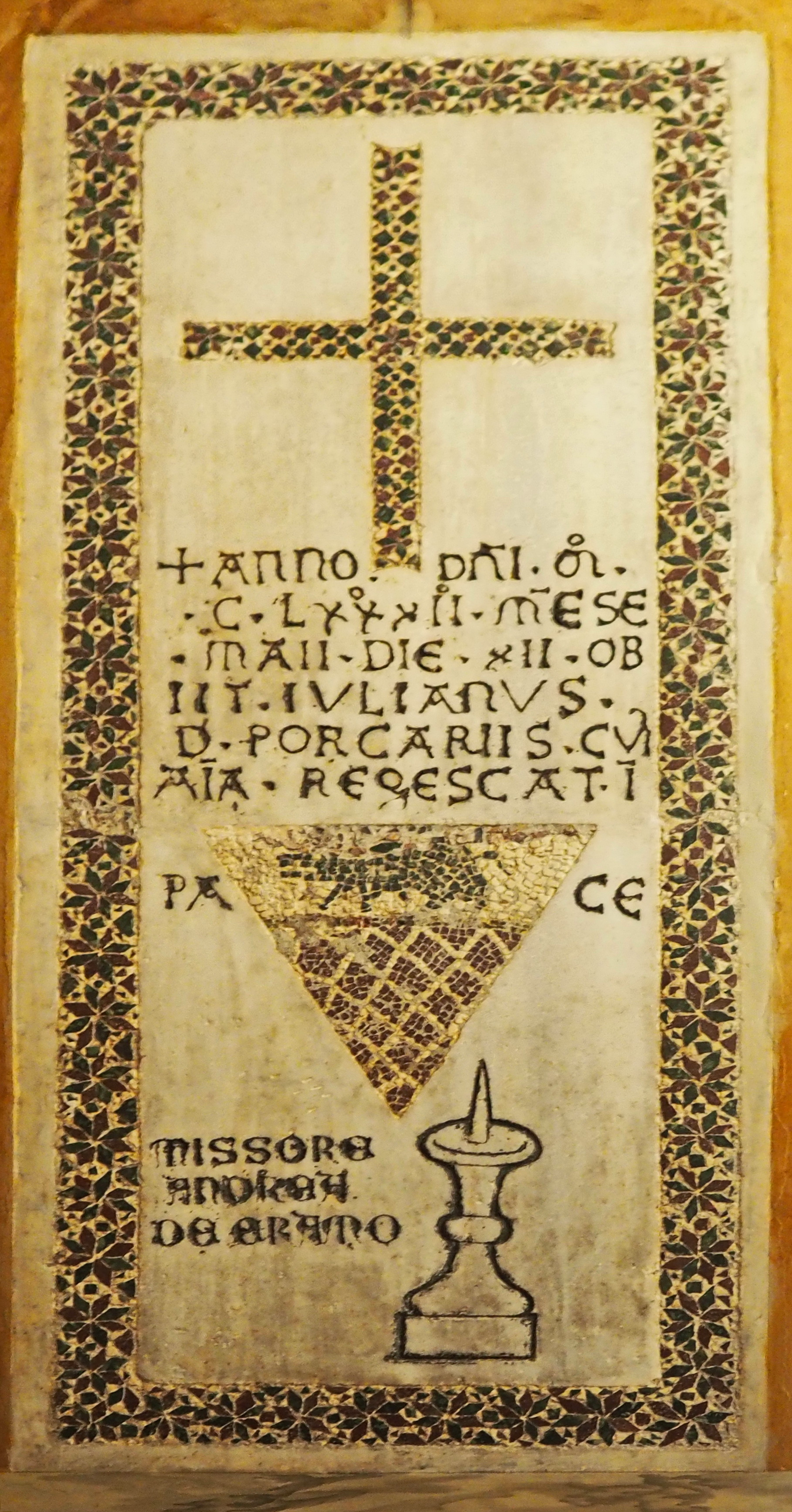
Pierre tombale de Giuliano Porcari, 1282.

## Liste des cardinaux diacres
- Francis Arinze (1985 - 2005)
- Raffaele Farina, SDB (2007 - )